# Gilbert Gaillard
Pour les articles homonymes, voir Gaillard.
Gilbert Gaillard est un homme politique français né le 19 novembre 1843 à Maringues (Puy-de-Dôme) et mort le 7 juillet 1898 à Paris 9e. Il a été maire de Clermont-Ferrand, député et sénateur du Puy-de-Dôme. Il était chevalier de la Légion d'honneur. Une place de Clermont-Ferrand porte son nom, la place Gilbert-Gaillard. Fils de confiseur et confiseur lui-même de métier, il ouvrit des confiseries à Clermont, à La Bourboule, Châtel-Guyon et au Mont-Dore.
Il est inhumé au cimetière des Carmes de Clermont-Ferrand (allée 25, no 520).

## Distinctions
- Chevalier de la Légion d'honneur (1880)

## Mandats
- Conseiller municipal (1870)
- Maire de Clermont-Ferrand (1880-1884)
- Député du Puy-de-Dôme (1883-1889)
- Sénateur du Puy-de-Dôme (1889-1898)
- Conseiller général du Puy-de-Dôme pour le canton de Rochefort-Montagne (1881-1889)
- Président de la chambre de commerce de Clermont

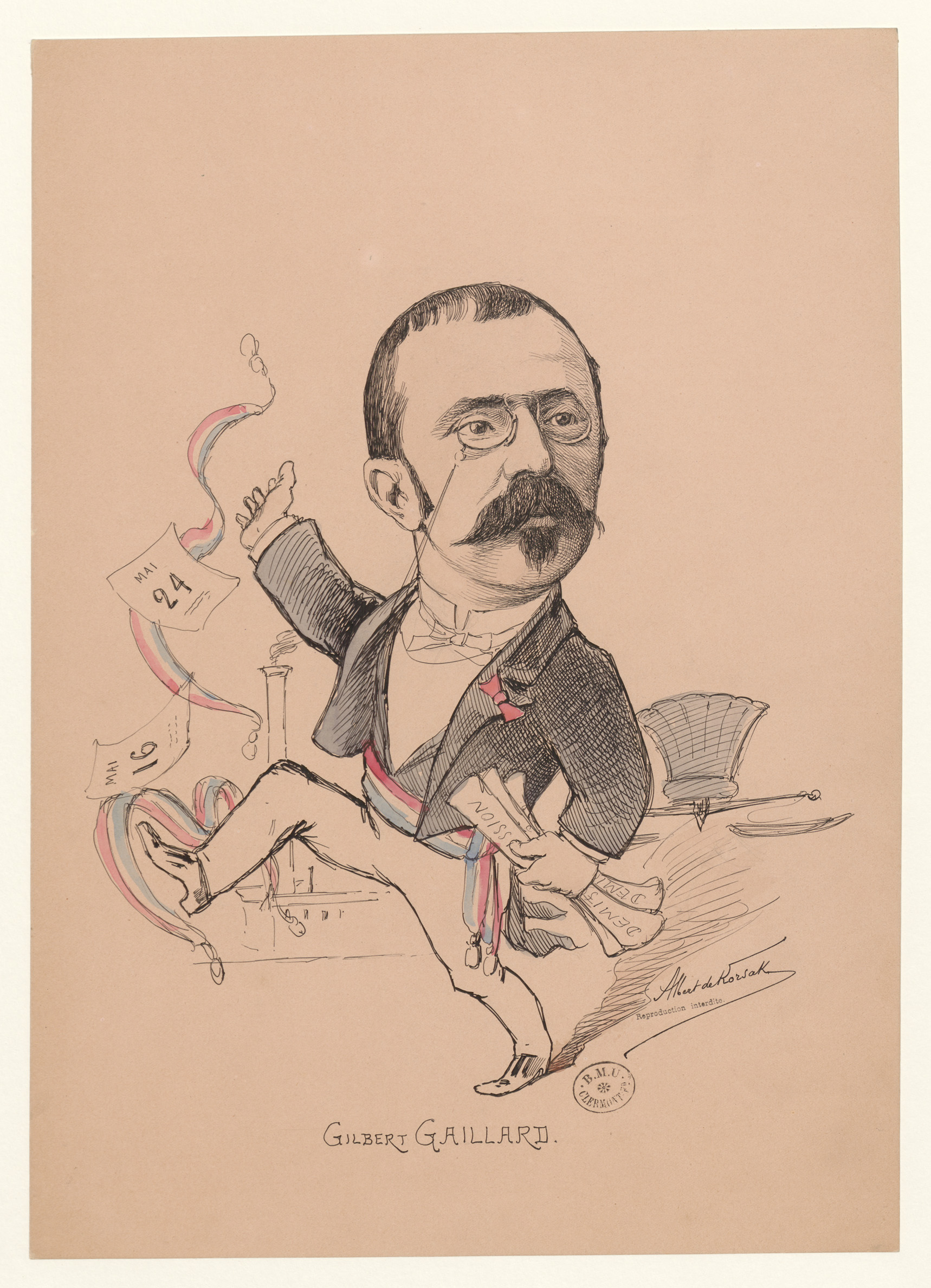
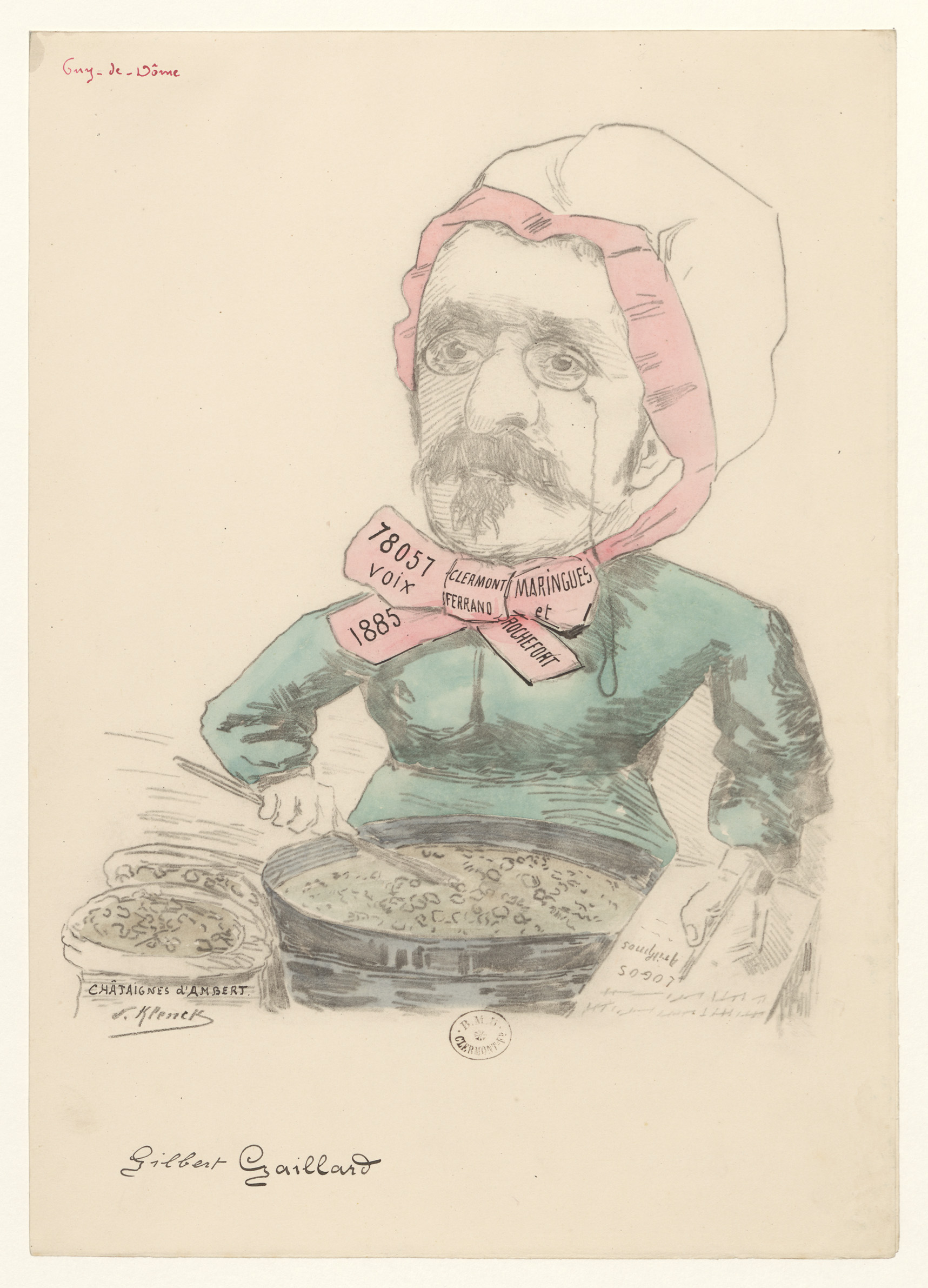

- Maire de Gelles (1892-1898)

## Sources
- « Gilbert Gaillard », dans Adolphe Robert et Gaston Cougny, Dictionnaire des parlementaires français, Edgar Bourloton, 1889-1891 [détail de l’édition]
- « Gilbert Gaillard », dans le Dictionnaire des parlementaires français (1889-1940), sous la direction de Jean Jolly, PUF, 1960 [détail de l’édition]